# Bataille de Troia
La bataille de Troia est un événement de guerre qui eut lieu le 18 août 1462 dans la campagne des sous-Apennins dauniens, entre Orsara et Troia, dans le royaume de Naples. L'affrontement a vu s'affronter les armées du roi Ferrante d'Aragon et du prétendant au trône Jean d'Anjou-Valois.

## La bataille
La bataille, qui a duré 6 heures, a eu lieu dans le contexte du giustizierato de Capitanata et faisait partie du différend entre les Angevins et les Aragonais pour la succession au trône du royaume de Naples. Elle aboutit à la prise de la ville, fief des Angevins et des barons rebelles, par les troupes napolitaines.

## Conséquences
La victoire marque un renforcement de la monarchie sur le baronnage. Malgré la défaite, Jean d'Anjou-Valois continue de revendiquer ses droits jusqu'à la bataille navale d'Ischia le 7 juillet 1465.